# Hostotipaquillo
Hostotipaquillo est un village et une municipalité de l'État de Jalisco au Mexique.
La municipalité a 9 761 habitants en 2015.

## Description
Hostotipaquillo se situe à 1 079 m d'altitude dans la région Valles du Jalisco à environ 140 kilomètres au nord-ouest de Guadalajara. Elle est bordée à l'ouest et au nord par les municipalités d'Ixtlán del Río (es) et La Yesca (es) dans l'État de Nayarit. Elle est bordée à l'est et au sud par le río Grande de Santiago et les municipalités de Tequila et Magdalena dans l'État de Jalisco.
La température moyenne annuelle est de 22,4 °C. Les vents dominants viennent du nord-est.
Les précipitations annuelles moyennes font 776 mm. Il pleut principalement de juin à septembre.
En 2010, La municipalité compte 10 284 habitants dont 63 % de population rurale pour une superficie de 697,94 km2. Elle comprend 49 localités dont les plus importantes sont le chef-lieu, Hostotipaquillo (3 762 habitants), Santo Tomás (922 habitants) et Plan de Barrancas (785 habitants).
Au recensement de 2015, la population de la municipalité passe à 9 761 habitants.

## Jumelage
- Bollullos de la Mitación ( Espagne) : Hostotipaquillo fait partie des onze municipalités mexicaines avec lesquelles Bollullos a un programme de coopération et d'échanges car elles ont été évangélisées par le franciscain Juan Calero (es) né en 1500 à Bollullos de la Mitación[3].